# Shell Islets
Shell Islets är en ö i Australien. Den ligger i delstaten Tasmanien, i den sydöstra delen av landet, omkring 330 kilometer nordväst om delstatshuvudstaden Hobart.
I omgivningarna runt Shell Islets växer i huvudsak städsegrön lövskog. Trakten runt Shell Islets är nära nog obefolkad, med mindre än två invånare per kvadratkilometer. Genomsnittlig årsnederbörd är 1 428 millimeter. Den regnigaste månaden är augusti, med i genomsnitt 220 mm nederbörd, och den torraste är februari, med 46 mm nederbörd.